# Schloss Sonderburg
Das Schloss Sonderburg (dänisch Sønderborg Slot) in der süddänischen Stadt Sonderburg gehört zu den ältesten Profanbauten von Sønderjylland. Es war der namensgebende Stammsitz des Adelshauses Schleswig-Holstein-Sonderburg und der hieraus hervorgehenden Nebenlinien. Das Schloss beherbergt heute ein Museum.

## Architektur des Schlosses
Das Schloss Sonderburg ist eine vierflügelige, annähernd rhombusförmige Anlage um einen Innenhof. Der gesamte, dreistöckige Schlossbau ist aus Backstein errichtet und ruht auf einem Fundament aus mächtigen Steinquadern. Von den ursprünglichen – seit der Renaissance mit mächtigen Hauben bekrönten – Wehrtürmen, welche die Ecken des Gebäudes schützten und betonten, sind heute fast nur noch die Fundamente vorhanden. Lediglich an der nordwestlichen Ecke des Schlosses hat sich ein stumpfer Turmansatz erhalten. In der Nordmauer ist noch der mittelalterliche Zugang zur Burg zu erkennen, der heute aber zugemauert ist. Der heutige breitere Zugang der auf den weiten Innenhof der Burg führt, befindet sich auf der Ostseite. Geziert wird der Innenhof durch drei schlanke Treppentürme.
Der Zuschnitt einiger Burginnenräume ist offenbar im Urzustand erhalten geblieben. Von den Sälen des Schlosses sind besonders der 34 Meter lange Rittersaal und die 1568 bis 1570 im Auftrage Dorotheas von Sachsen-Lauenburg-Ratzeburg erbaute Schlosskapelle der Renaissance hervorzuheben. Auch die ehemaligen Kerkeranlagen sind in Teilen zugänglich. Während der Renaissance waren Giebel und Gauben noch mit zeittypischen Dekorationselementen versehen, die bei den Umbauarbeiten des 18. Jahrhunderts entfernt wurden. Das Schloss weist seitdem strenge Fassaden auf, die lediglich durch die große Anzahl an Fenstern belebt werden.
Die äußeren Befestigungsanlagen, die das Schloss einst umgaben und zu einer starken Festung machten, wurden größtenteils abgetragen. Überreste dieser sind insbesondere noch auf der Ostseite erkennbar.

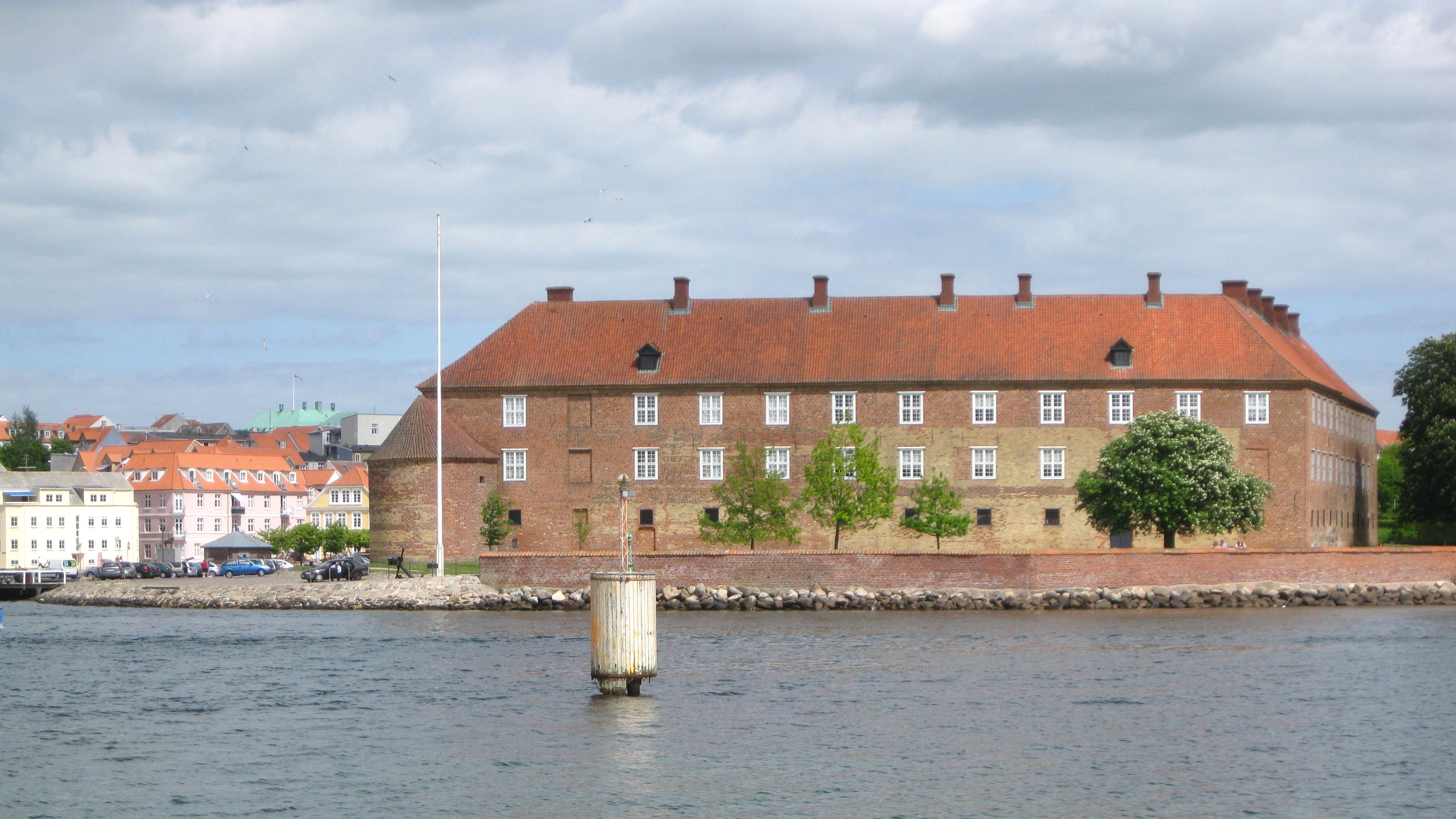
Das Schloss von der Wasserseite
Blick in den Innenhof
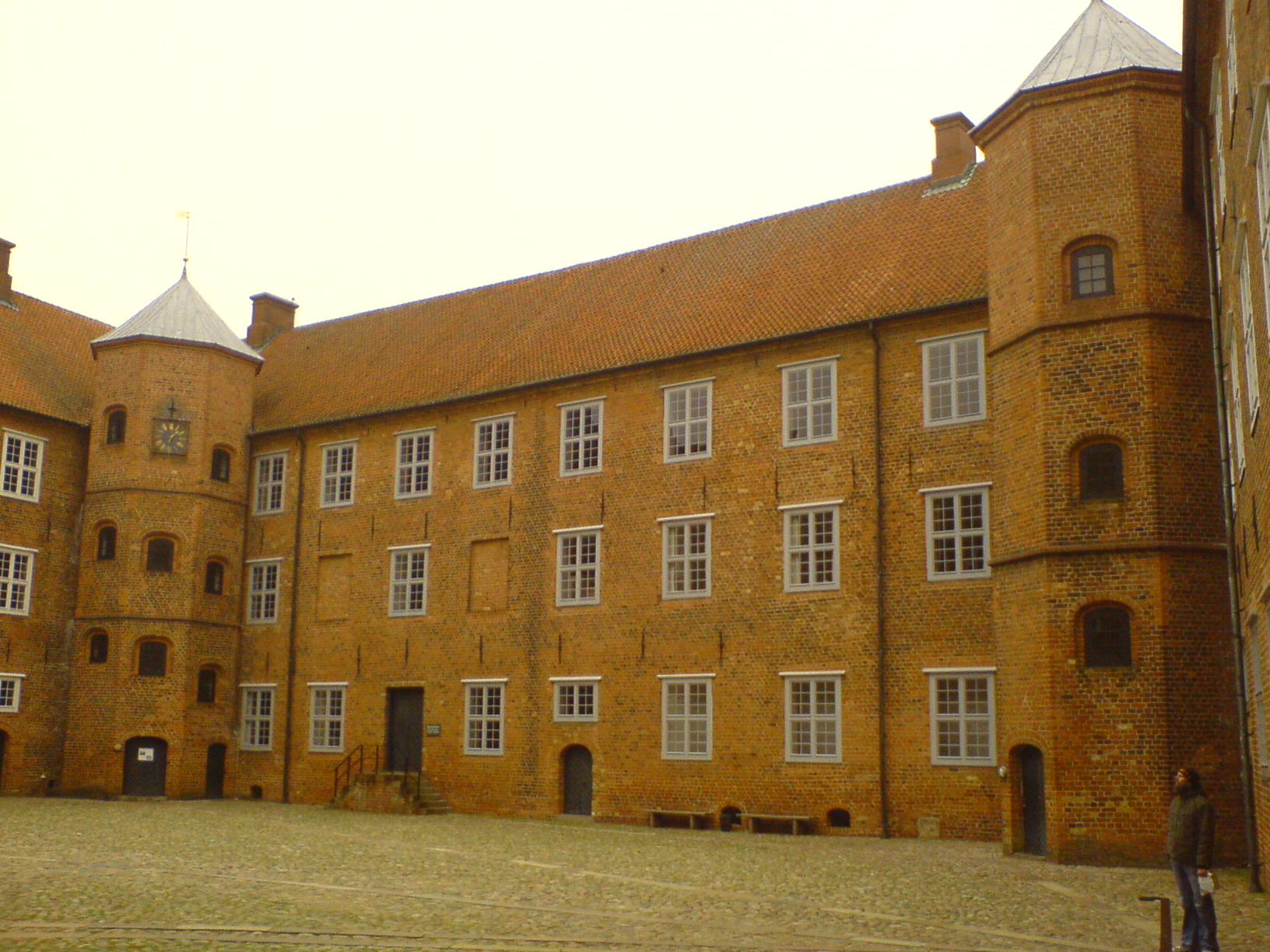
Ein weiterer Blick in den Innenhof mit zwei Treppentürmen
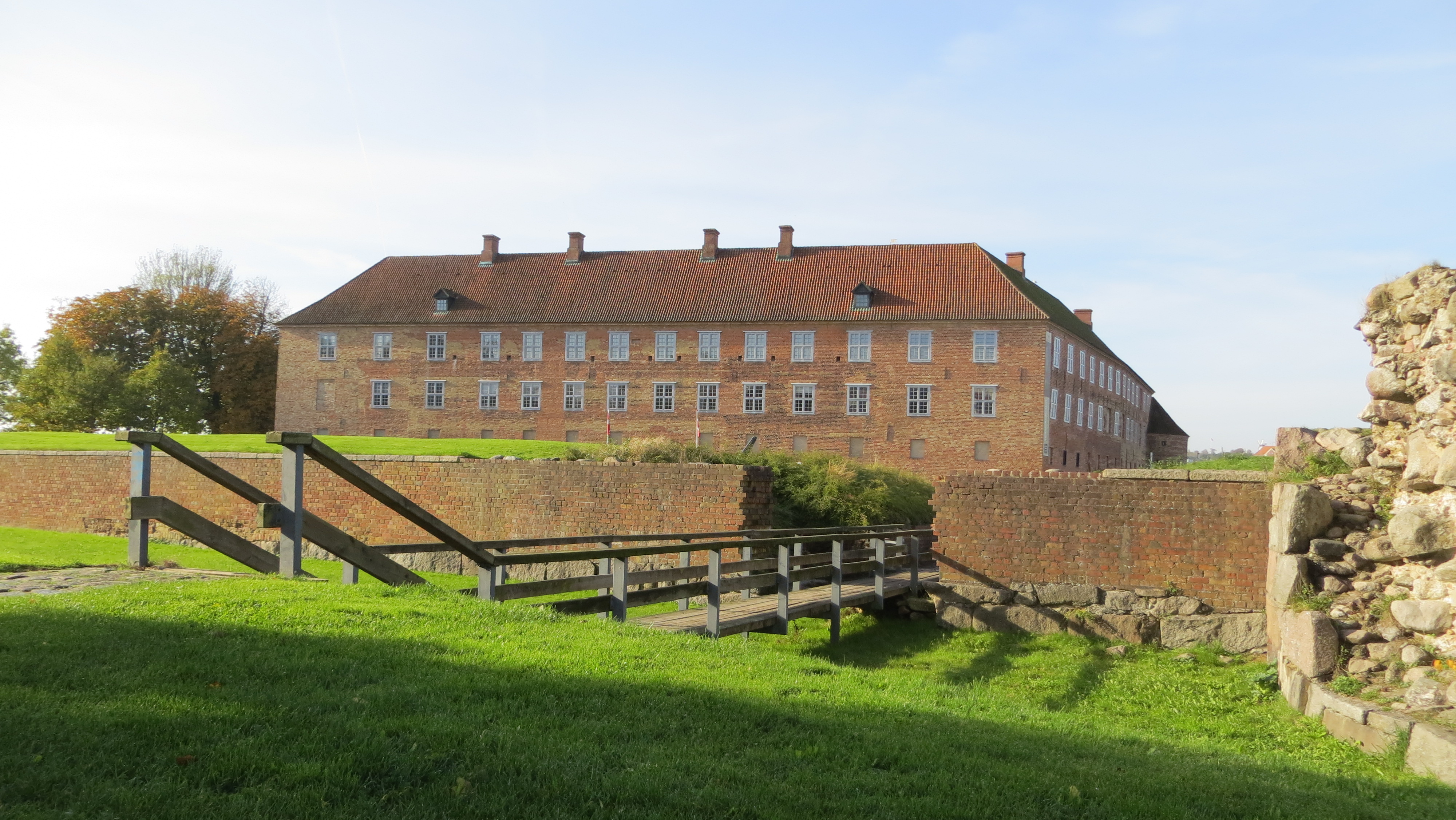
Befestigungsanlagen vor dem Schloss

## Geschichte

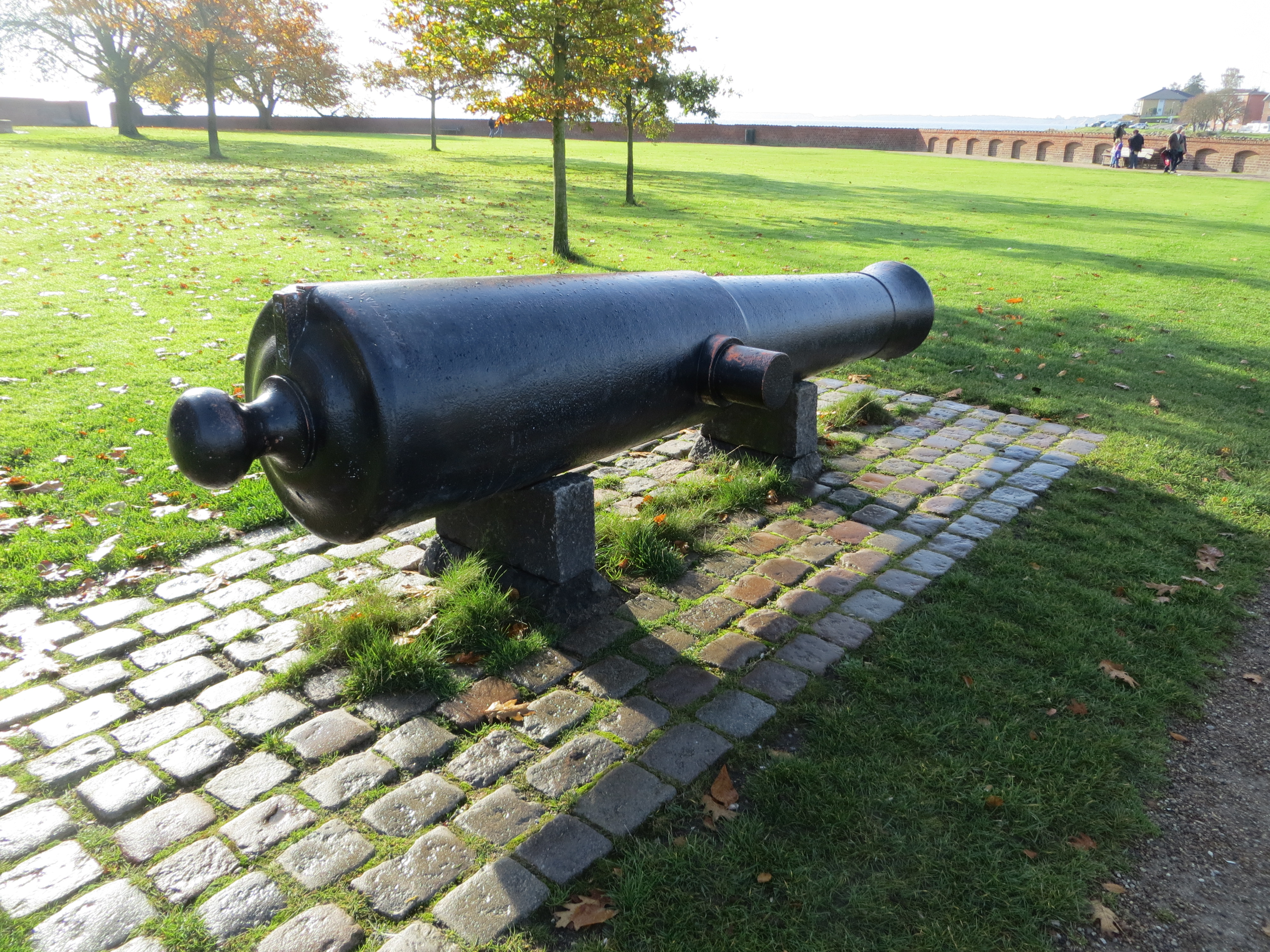
Ausgestellte Kanone beim Sonderburger Schloss

### Entstehung
Über die Jahrhunderte entstanden nach und nach an verschiedenen Stellen entlang der Flensburger Förde Burgen und Schlösser. Die erste Festung am Standort des heutigen Sonderburger Schlosses wurde wohl im 12. Jahrhundert auf Veranlassung des dänischen Königs Waldemar I. als Trutzburg gegen seeräuberische Angriffe der Wenden errichtet. Sie bestand damals offenbar im Wesentlichen nur aus einem einzelnen schweren Burgturm, dessen Überreste sich heute hinter den Mauern der Nordostecke befinden. Aufgrund ihrer Lage wurde diese Turmburg an der Flensburger Förde, die am Zugang zum Alsensund, auf der Seite der Insel Als (dt.: Alsen), auf einem natürlichen Werder liegt, als Sønderborg, Südburg, bezeichnet. Analog dazu wurde die nördlich gelegene Alsenburg in Nordburg umbenannt.
Eine erste Überlieferung zur Burg stammt aus dem Jahr 1253. Im besagten Jahr eroberte König Christoph I. von Dänemark die Burg und ließ ihre Festungsmauern schleifen. Dennoch die namensgebende Burg sollte weiter bestehen und wurde offensichtlich neu aufgebaut. In der Mitte des 13. Jahrhunderts wurde der ursprüngliche Burgturm durch einen schwereren Turm abgelöst. Des Weiteren wurde der Turm in einem weiteren Schritt durch Wehrmauern ergänzt, die das schiefe Viereck bildeten, dass dem heutigen Grundriss des Schlosses entspricht. Damals diente die Burg offenbar auch schon als eine Art Gefängnis, denn Herzog Waldemar IV. von Schleswig, ließ dort im Jahr 1289 den Reichstruchseß Peder Höfel, den er für den Mörder des Königs Erich Klipping hielt, für lange Zeit gefangen halten.
Seit den 1350er Jahren wurde die Burg massiv ausgebaut und erweitert. Um 1375 wurde der Burganlage an der Südostecke ein weiterer Turm hinzugefügt. Die Ausbauten des 14. Jahrhunderts gingen einher mit verschiedenen Auseinandersetzungen rundum die Burg. — Im Schatten der Burg wuchs im Übrigen der gleichnamige Ort Sonderburg heran, welcher bis zum 15. Jahrhundert zu einer Stadt reifte.

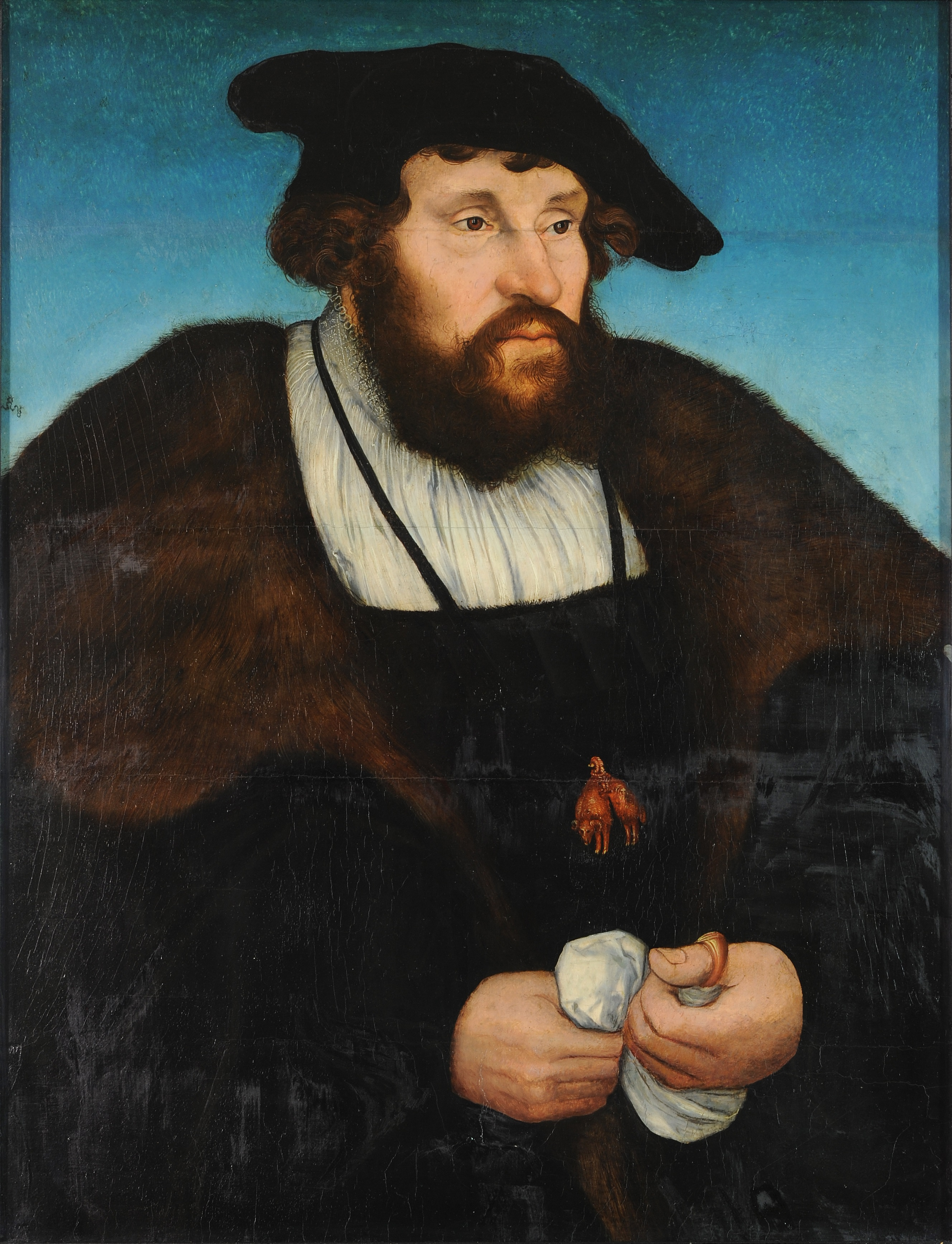
König Christian II. ließ sich von Lucas Cranach malen. Dieses Bild aus Leipzig entspricht dem, das heute in der Sonderburg hängt.

### Auseinandersetzungen seit dem 14. bis zum 15. Jahrhundert
1325 eroberte Christoph II. im Krieg mit den holsteinischen Grafen die Burg. Im darauf folgenden Jahren verlor er jedoch den Krieg und die Krone. König Waldemar Atterdag heiratete 1340 Helvig, die Schwester von Herzog Waldemar V., welcher zuvor von 1326 bis 1330 als Waldemar III. dänischer König gewesen war, auf dem herzöglichen Schloss Sonderburg. Um 1353 war die Sonderburg die Residenz des Herzogs Waldemar V. Dem zuvor waren mehrere schleswigsche Distrikte zusammen mit dem Schloss Gottorf, pfandweise an die Grafen von Holstein abgetreten worden. Das friedliche Verhältnis zwischen dem König und dem Herzog endete letztlich. Im Jahr 1358 belagerte der König die Sonderburg. Der Herzog soll jedoch abwesend gewesen sein. Daher ging die Herzogin Regitze mit ihren Frauen ins Lager des Königs und erreichte mit ihrem Bitten, dass Schloss und Land verschont wurden. Nach dem Tod des Herzogs im Jahr 1364 wurde die Sonderburg ihr zum Witwensitz angewiesen. Die Witwe begab sich in den Schutz des Königs. Um 1373 besetzte der König das Schloss. Als dieser 1375 starb übergab der damalige Amtmann, Hr. Henning Meynstrup, die Sonderburg den Holsteinern.
Ab 1410 kam es in der Förderegion zu verschiedenen kriegerischen Auseinandersetzungen. Der König der Kalmarer Union, Erich von Pommern stritt sich mit der Hanse und den schauenburgischen Grafen von Holstein, um Geld, Macht und Einfluss. Im 25 Kilometer entfernten Flensburg wurde in diesem Zusammenhang mehrfach die neu errichtete Duburg belagert. Aber auch das Schloss Sonderburg wurde zum Schauplatz von Gefechten dieser Zeit. Es wurde noch im Jahr 1410 vom König Erich von Pommern belagert, jedoch nicht erobert. Nach der gescheiterten Belagerung ließ der König den Ritter Hr. Abraham Brodersen hinrichten. 1430 ließ König Erich eine Flotte ausrüsten, die er unter den Befehl des Ritters Erich Krummediek setzte. Als die holsteinischen Grafen davon erfuhren, dass diese Flotte die Insel Alsen erobern sollte, befestigten sie die Insel und besonders das Schloss Sonderburg. Sie besetzten die Insel mit Vitalinern, die sie von der Hanse erhielten, und das Schloss mit zusätzlichen hanseatischen Soldaten. Erich Krummendiek büßte einen Teil seiner Flotte während eines Sturmes ein. Auf Grund der stärkeren Verteidigung war eine Landung seiner restlichen Truppen nicht mehr möglich.
1445 heiratete Christoph von Bayern, König von Dänemark und von Norwegen und von Schweden, die 15-jährige Dorothea von Brandenburg, welcher er die Sonderburg als Leibgedinge bestimmte. Nach dessen Tod heiratete König Christian I. die Witwe seines Vorgängers. Gerhard der Mutige, der Bruder des neuen Königs, beanspruchte nach dem Tod des Onkels Adolf VIII. einen Erbschaftsanteil. 1464 gelang es Gerhard, sich mehrerer Schlösser in den Herzogtümern Schleswig und Holstein zu bemächtigen sowie die zugehörige Statthalterschaft offenbar dort zu erwirken. Bald darauf zwang Christian I. seinen Bruder, die besetzten Schlösser aufzugeben. Am 23. September 1469 eroberten die Soldaten des Königs die Sonderburg zurück. Im Jahr 1470 verpfändete der König das Schloss mit der zugehörigen Vogtei, für 14.000 rheinische Gulden, an seine Gemahlin Dorothea. In den 1490er Jahren soll das Schloss als Witwensitz der Königin gedient haben.

### Ausbauten Anfang des 16. Jahrhunderts
Um 1500 wurde die Burg abermals ausgebaut und verstärkt. Der Nordwestturm, von dem heute die zwei unteren Stockwerke erhalten sind, wurde errichtet. Zudem wurde eine Vorburg, bestehend aus vorgeschobenen Bastionen die durch Mauern verbunden wurden, aufgebaut. Das Sonderburger Schloss war damit eine der stärksten Burgen im Bereich der Kimbrischen Halbinsel. In den massiven Außenmauern der Burg befanden sich zu dieser Zeit, anders als heute, lediglich Öffnungen in Form von Schießscharten und Brühlöchern auf der Höhe des zweiten Stockwerks.

### Zu Zeiten der Reformation
Die gesellschaftlichen Verwerfungen der Reformationszeit erreichten auch die Förderegion. Seit 1521 hatte der dänische König Christian II. versucht, in seinem Herrschaftsbereich die Reformation durchzusetzen. Nachdem sich in Dänemark und Norwegen der Adel gegen ihn erhob floh dieser zunächst nach Wittenberg, wo er im Haus von Lucas Cranach wohnte. Derweil war Luthers Übersetzung des Neuen Testaments erschienen. Christian II. veranlasste kurz darauf die nach ihm benannte erste Übersetzung des Neuen Testaments ins Dänische. Bis heute befindet sich eines der wenigen erhaltenen Exemplare dieses Werkes im Sonderburger Schloss. Im April 1529 fand im Flensburger St. Katharinenkloster die Flensburger Disputation unter dem Vorsitz des Kronprinzen Herzog Christian, dem späteren König Christian III. statt. In Folge der Disputation sollte sich in der Zeit danach die lutherische Reformation in ganz Dänemark und Schleswig-Holstein durchsetzen. Der abgesetzte Christian II. wurde bald darauf gefangen genommen und wurde von 1532 bis 1549 auf dem Schloss Sonderburg inhaftiert. Eine bekannte Sage berichtet über seine angeblich äußerst schlechten Haftbedingungen. — Trotz seines Arrests durfte er in Wahrheit in den 17 Jahren seiner Haft die Annehmlichkeiten eines Hochadeligen genießen und konnte in gewissem Rahmen sogar Hof halten. Im Jahr 1549 wurde der Gefangene ins Schloss Kalundborg, auf der Insel Seeland verlegt, wo er bis zu seinem Tod gefangen gehalten wurde.

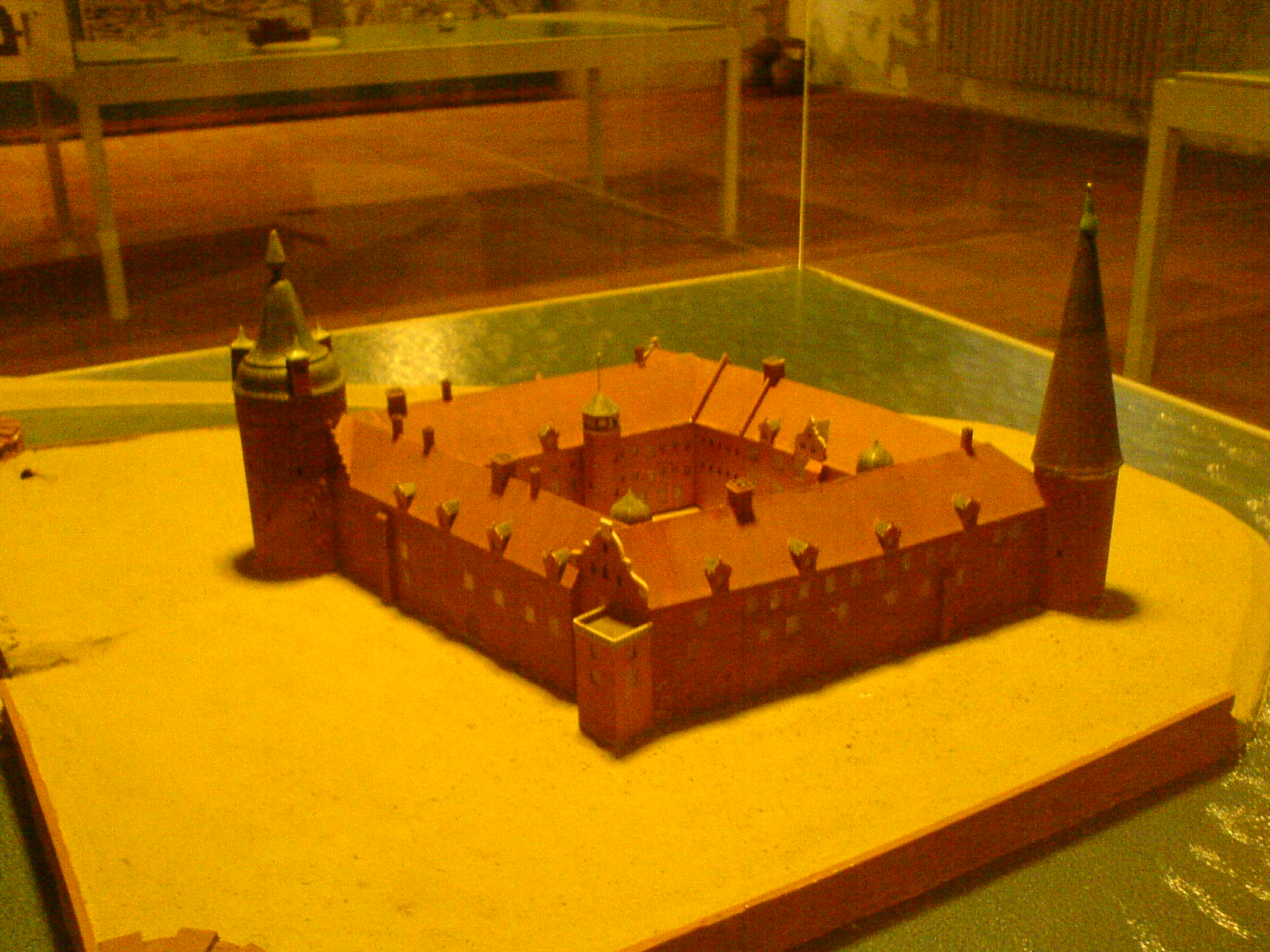
Das Renaissanceschloss. (Rechts der Nordwestturm, im Vordergrund, Mitte der Nordostturm und links der Südostturm.)

### Renaissance- und Barockumbau
König Christian III. und später dessen Sohn Herzog Johann von Schleswig-Holstein-Sonderburg bauten die ehemalige Burg zu einer prächtigen Renaissanceresidenz aus. Nach dem Konkurs des 1622 bei der Erbteilung drastisch verkleinerten Herzogtums Schleswig-Holstein-Sonderburg 1667 gingen die Stadt und das Schloss wieder in den Besitz der dänischen Krone über und das Schloss war von nun Wohnsitz des Amtmanns. Bis 1718 wurde es jedoch nur unregelmäßig bewohnt. König Friedrich IV. ließ am Schloss Umbaumaßnahmen im Stile des Barocks vornehmen, unter anderem wurden auf seine Verfügung die Turmhauben entfernt und die Fassaden massiv durchfenstert.
1768 gelangte das Schloss in den Besitz der Herzöge von Schleswig-Holstein-Sonderburg-Augustenburg. Deren Residenz blieb das außerhalb der Stadt gelegene Schloss Augustenburg. Sonderburg wurde eine Zeitlang sogar als Warenlager vermietet. Das alte Vorwerk, Langenvorwerk oder auch Ladegaard genannt, entwickelte sich derweil zu einem eigenständigen Gut, dem mehrere Dörfer auf Südalsen unterstanden.

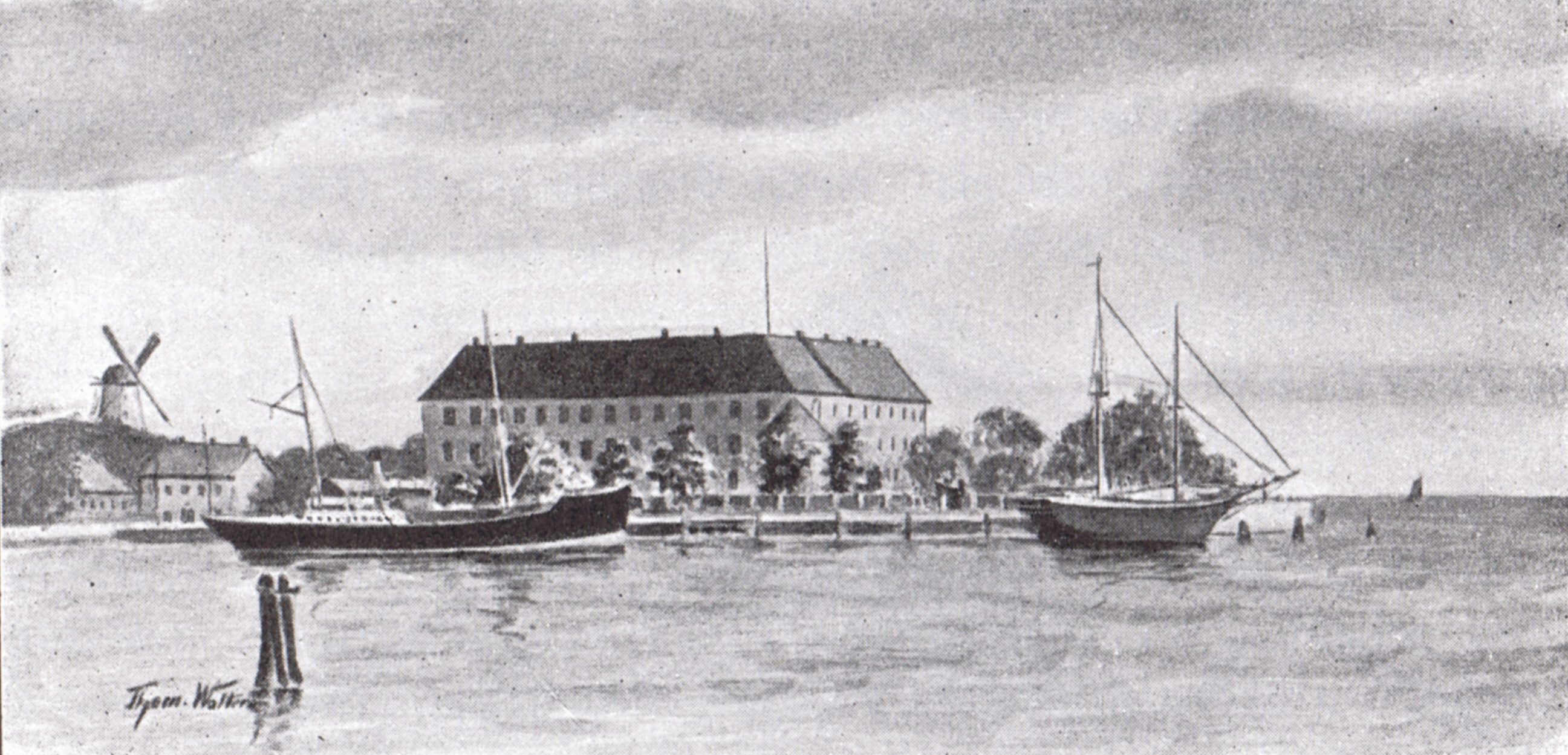
Schloss Sonderburg um 1896

### Das Schloss in der preußischen Zeit
Während der Zeit des ersten und des zweiten Schleswig-Holsteinischen Krieges (1864) diente das Schloss als Kaserne und Lazarett. Nach der Schlacht bei den Düppeler Schanzen am 18. April 1864 setzten die preußischen Truppen am 29. Juni 1864 von Sundewitt zur Halbinsel Arnkiel, die zur Insel Alsen gehört, über. Auf diese Weise vermieden sie die Querung bei Sonderburg und führten aus dieser Lage die endgültige Entscheidung herbei.
Auch in preußischer Zeit behielt das Schloss seine militärische Funktion bei. In der Kaiserzeit waren Teile des Füsilier-Regiments 86 dort stationiert. Der Großteil des Regiments wurde aber in der Flensburger Duburg-Kaserne stationiert. Anfang des 20. Jahrhunderts wurden Flensburg-Mürwik und Sonderburg von der Kaiserlichen Marine als Standort ausgebaut. Beim Stützpunkt in Mürwik entstand die Marineschule Mürwik, dessen Architekt Adalbert Kelm sich von der westpreußischen Marienburg inspirieren ließ. Nahezu zeitgleich entstand von 1905 bis 1907 eine Art Schwesternbau unweit des Sonderburger Schlosses, die Sønderborg Kaserne, ebenfalls unter Beteiligung Kelms. Die besagte kleinere Marinebasis, zeigt deutliche Ähnlichkeiten zum Bau in Mürwik. Ein Großteil des in Sonderburg stationierten Militärs dürfte sich seit dieser Zeit dort befunden haben. Nach dem Ersten Weltkrieg führte eine Volksabstimmung in Schleswig zur Abtretung Sonderburgs an Dänemark. Die Flensburger Förde wurde zur Grenze.

## Museum

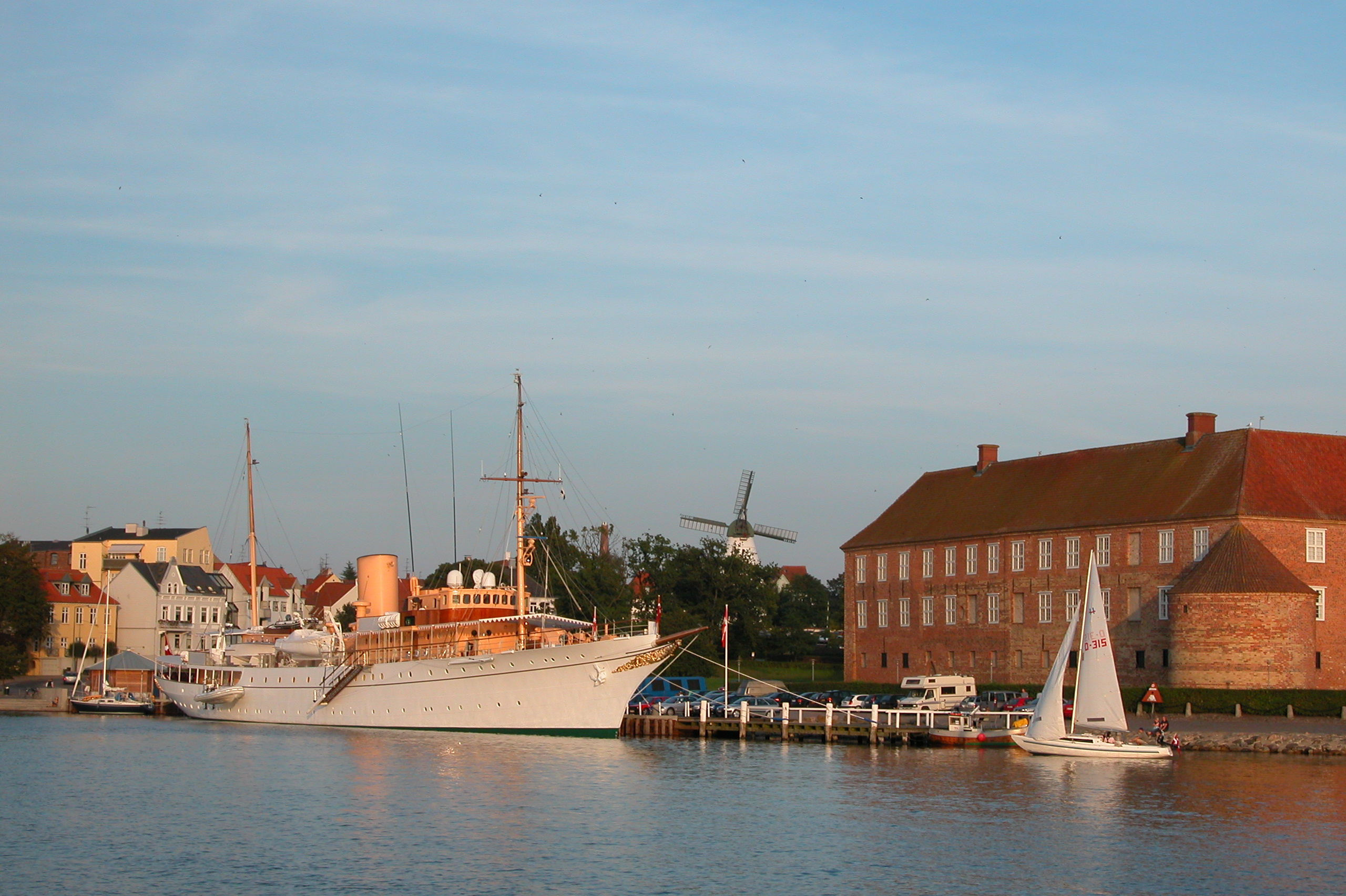
Die Dannebrog vor dem Sonderburger Schloss

1921 erwarb der dänische Staat das Schloss. Unter Gründungsdirektor Jens Raben entstand ein Museum. 1964–73 erfolgte eine umfassende Restaurierung. Heute gehört das Schloss zum Museum Sønderjylland. Im Schloss werden 800 Jahre der Geschichte Sønderjyllands/Schleswigs dargestellt. Einen Schwerpunkt bilden die Reformationspolitik Christians II. und seine Gefangenschaft im Schloss. Als wertvollstes Stück der Sammlung gilt ein Cranach-Gemälde aus dem Privatbesitz von Christian II., das seit 2012 im Schloss ausgestellt wird.
Rittersaal und Schlosshof bilden den Rahmen für Konzerte des Schleswig-Holstein Musik Festivals.
In den Sommermonaten, meist zwischen Juli und August, liegt die königliche Yacht Dannebrog vor dem Schloss. Zu dieser Zeit verbringt die königliche Familie ihre Ferien in der nahen Sommerresidenz Schloss Gravenstein.

## Orgel

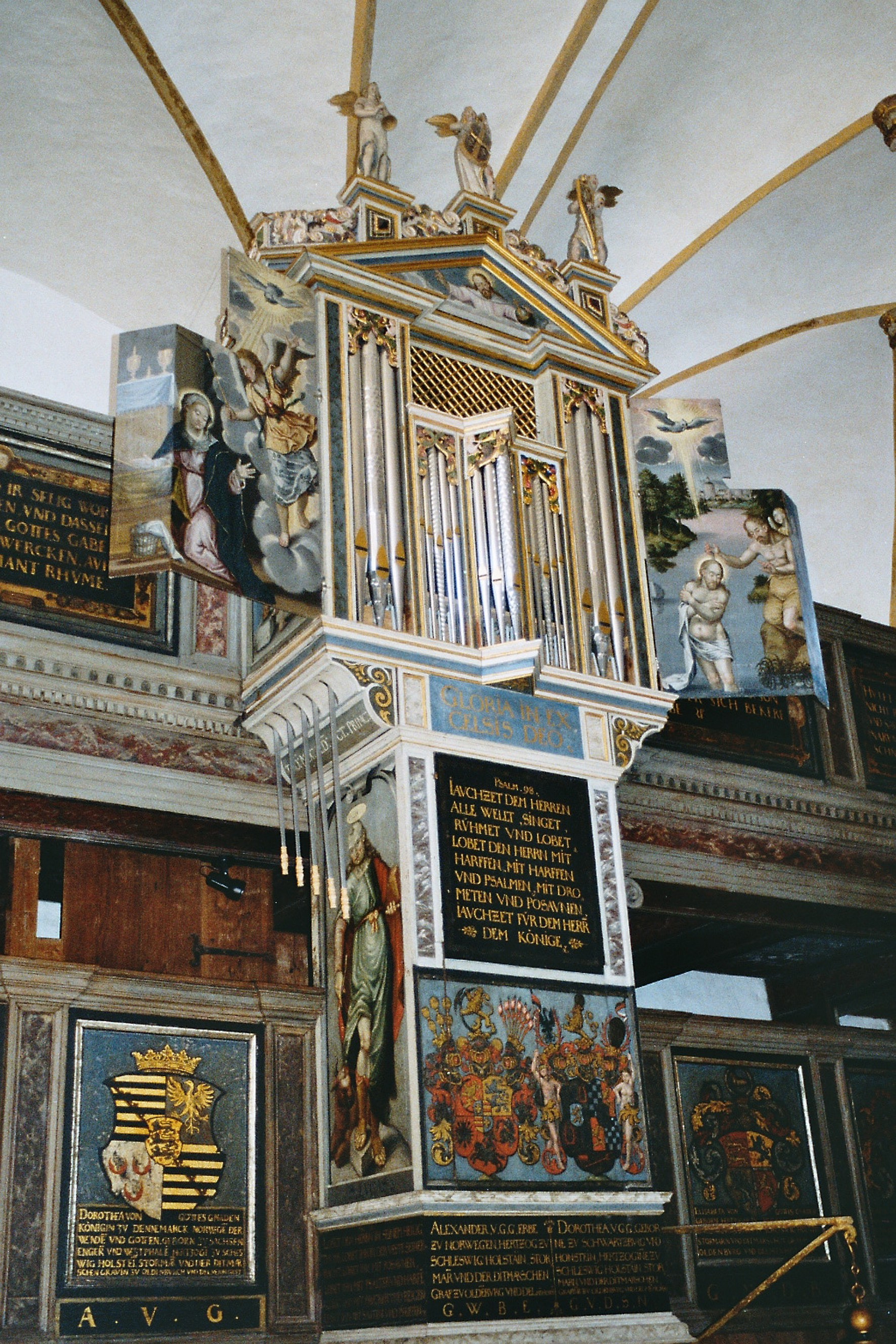
Die Renaissance-Orgel in der Schlosskapelle

In der Schlosskapelle befindet sich eine Renaissanceorgel. Ihre ältesten Teile sind die ältesten in Dänemark überhaupt. Es handelt sich um eine zweimanualige Orgel ohne Pedal. Das Oberwerk wurde wahrscheinlich von dem niederländischen Orgelbauer Hermann Raphael Rodensteen (auch: Rottenstein-Pock) um 1570 im Auftrag von Königin Dorothea erbaut. 1626 wurde die Orgel um ein zweites Manual (Unterpositiv) erweitert.
Erhalten sind u. a. das Gehäuse mit Flügeltüren sowie Teile der Pfeifenstöcke, Schleifen, Kanzellen und Windladen. Das originale Pfeifenwerk wurde dagegen gestohlen (laut einer Quelle geschah dies 1840). Der Orgelbauer und Orgelhistoriker Mads Kjersgaard, der sich seit 1973 mit dieser Orgel befasst hatte, restaurierte und rekonstruierte 1995/1996 das Instrument und machte es wieder mit neuen Pfeifen spielbar. Die Disposition des Oberwerks war dabei aufgrund der am Gehäuse aufgemalten, abgekürzten Registerbezeichnungen noch bekannt, bei der Wiederherstellung des Unterpositivs musste stärker vermutet werden. Die Orgel stand in der von Michael Praetorius beschriebenen traditionellen F-Stimmung, d. h. bei Anschlagen der Taste C erklang ein Ton in der Tonhöhe Fis oder G bzw. bei Anschlagen des F erklang ein Ton in der Tonhöhe H oder c. Daraus ergeben sich auch die Fußtonbezeichnungen 6′ bzw. 3′ (wegen der geringeren Länge der tiefsten Pfeife) statt wie sonst üblich 8′, 4′ usw.
Der niederländisch geprägte Ursprung der Orgel zeigt sich u. a. an der Kombination von gotischer Struktur und Renaissance-Ornament, aber auch am Fehlen von Holzpfeifen und darin, dass die Trompete des Oberwerks metallene Stiefel hatte. Seit 2000 werden auf der rekonstruierten Orgel regelmäßig Konzerte alter Musik gegeben. Mads Kjersgaard schreibt, dass der Reiz der Instruments auch in der Harmonie zwischen Innerem und Äußerem liege: Das prachtvoll bemalte Gehäuse sei eine kongeniale Illustration des Farbenreichtums der Register und zugleich entspreche die schlanke Gestalt des Gehäuses dem hohen Klang der Orgel, der ganz frei ist von dem obligaten Subbass-Brummen des Generalbasszeitalters. Die Disposition lautet:
| I Unterpositiv C–g2, a2 (kurze Oktave, 41 Töne) + 3 Subsemitonien (dis/es in der c0-, c1-, c2-Oktave) |                  |       |
| 1. | Octavflöite      | 3′    |
| 2. | Superoctavflöite | 1 ⁄2′ |
| 3. | Quintflöit       | 1′    |
| 4. | Zimbel II        |       |
| 5. | Regal            | 6′    |

| II Oberwerck F, G, A–g2, a2 (38 Töne) |               |              |
| 6.                                    | Principal     | 6′           |
| 7.                                    | Grossgedact   | 6′           |
| 8.                                    | Querpfeife    | 6′ (Diskant) |
| 9.                                    | Octava        | 3′           |
| 10.                                   | Nachthorn     | 3′           |
| 11.                                   | Superoctava   | 1 ⁄2′        |
| 12.                                   | Sedecima      | 3⁄4′         |
| 13.                                   | Mixtur II–III |              |
| 14.                                   | Trompet       | 6′           |

- Stimmung: mitteltönig, a = 624 Hz

## Sagen vom Schloss Sonderburg
Zu dem Schloss Sonderburg existieren neben der oben schon erwähnten Sage von Christian II. noch zwei weitere Sagen, die Mitte des 19. Jahrhunderts von Karl Müllenhoff aufgezeichnet wurden.

### Sage von der Errichtung des Schlosses

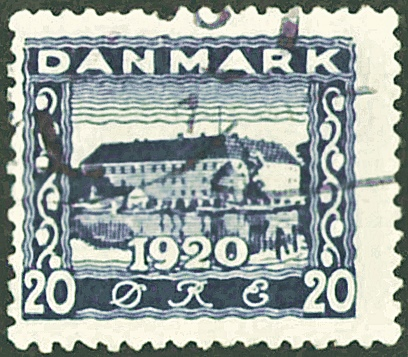
Dänische Briefmarke aus dem Jahr 1920 mit dem abgebildeten Schloss.

Christian II. umrundet seinen Tisch (Gemälde von C. Bloch, 1871)

Als man auf Alsen ein Schloss bauen wollte, stritt man sich zunächst sehr lange, bis man sich für einen Platz beim Dorf Broe (54° 57′ 3″ N, 9° 53′ 41″ O) entschied. Sodann begann der Schlossbau. Doch dann stellte man schnell fest, dass das, was am Tag gebaut wurde, in der darauffolgenden Nacht stets zerstört wurde. Schließlich band man einem schwarzen Stier einen Balken an den Hals. Am nächsten Morgen fand man den Stier mit dem Balken am Alsinger Sund. Offenbar waren weitere Stiere, denen man zusätzlich die Augen verband, kaum zu bändigen. Auch sie zogen das Baumaterial geschwind zum Sunde zum selben Platz, wo das Schloss danach errichtet wurde. Ähnliche Sagen werden mit anderen Orten und Kirchen, beispielsweise der Johanniskirche in Flensburg-Adelby oder auch der St.-Marien-Kirche (Rabenkirchen), verbunden.

### Die spukende Prinzessin
Eine Prinzessin auf dem Schloss Sonderburg auf Alsen hatte sich in einen Knappen verliebt, der beim Herzog, ihrem Vater, diente. Die beiden trafen sich heimlich, liebten sich und wurden schließlich erwischt. Als der Herzog davon erfuhr, ließ er den Knappen ergreifen, damit er hingerichtet würde. Aber die Liebenden hatten sich ewige Treue geschworen und verabredet, wenn ihm noch im letzten Augenblick Begnadigung käme, so wollte er ein rotes Tuch in die Höhe werfen; wenn nicht, aber ein weißes, und dann wollte die Prinzessin ihm in den Tod folgen. – Vor dem Schlosse am jenseitigen Ufer des kleinen Sundes, der die Insel vom festen Lande scheidet, wurde ein Hügel als Hinrichtungsstätte errichtet. Als der Knappe nun hinübergeführt war, schaute die Prinzessin aus ihrem Fenster und achtete auf das Zeichen. Neben sich hatte sie einen blanken Dolch liegen. Schon stand er zum Tode bereit da, als dann doch noch die Begnadigung eintraf. Doch in der Hast der Freude über die unverhoffte Rettung warf er statt des roten das weiße Tuch in die Höhe. Als die Prinzessin das Tuch erblickte, ergriff sie den Dolch und erstach sich. Ihr Blutstrom rann über die Mauer. Als der treue Knappe von ihrem Tod erfuhr, erstach auch er sich. Seit dieser Zeit soll aus den ehemaligen Gemächern der Prinzessin, häufig des Nachts Seufzen und Ächzen zu hören sein. Auch soll sie dort im Schloss herumwandeln, am Kamin sitzen und sich ihre langen Haare kämmen. Die genauen Hintergründe dieser Sage sind unbekannt. Die Sage soll aber aus dem 16. Jahrhundert oder aus noch früherer Zeit stammen.

### Sage von der Gefangenschaft von König Christian II.
Als König Christian II. auf dem Schloss Sonderburg gefangen wurde, soll es ihm in der Anfangszeit noch erlaubt gewesen sein, sich frei im Schloss zu bewegen. Als er jedoch versuchte, mit seinen Freunden in Deutschland in Kontakt zu kommen, sperrte man ihn in den nordöstlichen Turm. Anfangs soll noch ein zwergenwüchsiger Mann zur Gesellschaft bei ihm gewohnt haben, der aber, da er die Isolationshaft nicht aushielt, von einem alten Soldaten abgelöst wurde. Als dieser später starb, soll der König sehr geweint haben. In einer Nische des Turmzimmers soll sich ein Kamin befunden haben, in einer anderen das Bett des Königs und in der Mitte des Raums ein Marmortisch. Weltabgeschlossen und lebendig begraben soll er jahrein, jahraus immer wieder im Kreis um den runden Tisch gewandert sein – solange, bis der Fußboden eine kreisrunde Kerbe erhielt. Auch in die Marmorplatte des Tischs soll sich eine Furche gebildet haben, denn bei seinen kummervollen Wanderungen soll der König einen Finger auf der Platte nach sich gezogen haben. Nachdem er dem Thron entsagte, sollen die Haftbedingungen wieder gemildert und ihm sollen sogar Besuche in der Stadt gewährt worden sein. 1549 wurde er dann aber zum Schloss Kalundborg verbracht, wo er verstarb.
Wie oben erläutert waren die Haftbedingungen in Wahrheit weniger hart.